# Konstantine
Konstantine är en sång av bandet Something Corporate. Den fokuserar tungt på pianospelet, trots att flera andra instrument, till exempel en bas och en triangel även används. Sången var först med som en liveversion som hidden track på debutalbumet Ready... Break (2000). En studioversion inkluderades till Welcome to the Family (2001), och på det japanska albumet Songs for Silent Movies (2003).